# Jaime Xavier Lopes

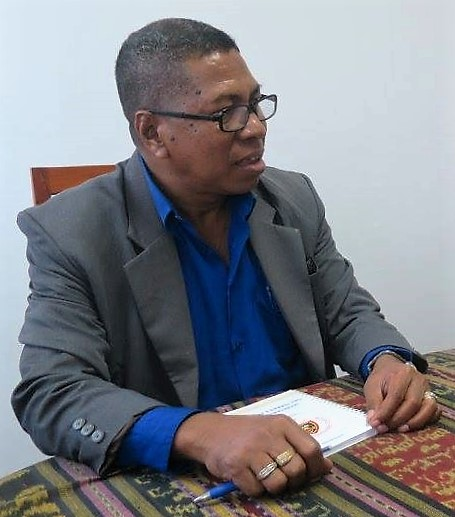
Jaime Xavier Lopes (2016)

Logo des DNTP

Jaime Xavier Lopes ist ein osttimoresischer Politiker der Partei Congresso Nacional da Reconstrução Timorense (CNRT). Er hat einen Ingenieurstitel.

## Leben
Lopes war Beamter, bis er Anfang 2007 als Chef der Kampfsportorganisation Persaudaraan Setia Hati Terate (PSHT, Bruderschaft des Heiligen Herzes der Lotusblume), wegen Gewalttaten der PSHT ins Gefängnis kam. Die Gruppe war mehrfach in Kämpfe mit anderen Gruppen verwickelt. Bei einer Razzia der UN-Polizei wurde Lopes am 1. Februar zusammen mit 40 anderen PSHT-Mitgliedern verhaftet. Man hatte bei ihnen zahlreiche Waffen gefunden. Am 5. Februar entschied das Gericht Lopes und seine Anhänger in Präventivhaft zu behalten.
2009 wurde Lopes von Justizministerin Lúcia Lobato zum Direktor des Direção Nacional de Terras e Propriedades (no Serviso Cadastrais) (DNTPSC, Nationaldirektorat für Grundstücke, Eigentum und Katasterwesen) ernannt, was wegen seiner Vergangenheit zu Kritik führte.
Am 8. August 2012 wurde Lopes als dem Justizministerium zugeordneter Staatssekretär für Grundstücke und Eigentum vereidigt. Erneut wurde dies von verschiedenen Seiten kritisiert. Trotzdem behielt er das Amt auch nach der Regierungsumbildung vom 16. Februar 2015. Mit Antritt der VII. Regierung 2017 schied Lopes aus dem Kabinett aus, wurde aber am 1. Juli 2023 in der IX. Regierung zum dritten Mal als Staatssekretär für Grundstücke und Eigentum vereidigt.